# Oecobiidae
Famille
Les Oecobiidae sont une famille d'araignées aranéomorphes.

## Distribution

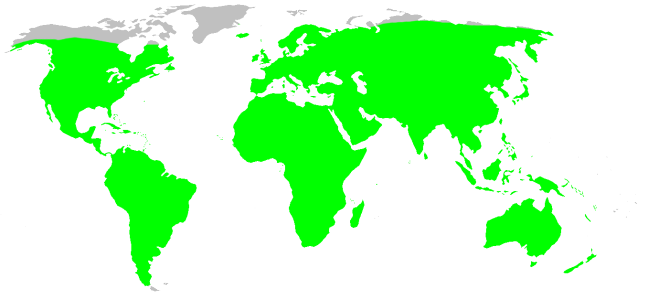
Distribution

Les espèces de cette famille se rencontrent sur tous les continents sauf aux pôles.

## Description
Les Oecobiidae sont de petite taille, avec un céphalothorax presque circulaire et un gros tubercule anal. Ces araignées sont souvent rencontrées au plafond des maisons.
Elles tissent des toiles en chapiteaux. Lorsqu'un insecte s'y empêtre, l'araignée tournoie autour de lui tout en y jetant de la soie (ce qui a conféré à ces araignées leur nom vernaculaire), ce qui a pour effet d'immobiliser la proie. L'insecte est ensuite consommé sur place, et ses restes demeurent fixés à la toile. Le nid est de forme étoilée.

## Paléontologie
Cette famille est connue depuis le Crétacé.

## Liste des genres
Selon World Spider Catalog (version 25.0, 27/06/2024) :
- Oecobius Lucas, 1846
- Paroecobius Lamoral, 1981
- Platoecobius Chamberlin & Ivie, 1935
- Turanobius Zamani, Marusik & Fomichev, 2024
- Uroctea Dufour, 1820
- Urocteana Roewer, 1961
- Uroecobius Kullmann & Zimmermann, 1976

Selon World Spider Catalog (version 23.5, 2023) :
- † Lebanoecobius Wunderlich, 2004
- † Mizalia C. L. Koch & Berendt, 1854
- † Retrooecobius Wunderlich, 2015
- † Zamilia Wunderlich, 2008

## Systématique et taxinomie
Cette espèce a été décrite par Blackwall en 1862.
Cette famille rassemble 129 espèces dans sept genres actuels.

## Publication originale
- Blackwall, 1862 : « Descriptions of newly-discovered spiders from the island of Madeira. » Annals and Magazine of Natural History, sér. 3, vol. 9, p. 370-382 (texte intégral).